# Zimbabwe a 2008. évi nyári olimpiai játékokon
Zimbabwe a kínai Pekingben megrendezett 2008. évi nyári olimpiai játékok egyik részt vevő nemzete volt. Az országot az olimpián 6 sportágban 13 sportoló képviselte, akik összesen 4 érmet szereztek.

## Érmesek
| Érem  | Versenyző       | Sportág | Versenyszám      |
| ----- | --------------- | ------- | ---------------- |
| Arany | Kirsty Coventry | Úszás   | Női 200 m hát    |
| Ezüst | Kirsty Coventry | Úszás   | Női 100 m hát    |
| Ezüst | Kirsty Coventry | Úszás   | Női 200 m vegyes |
| Ezüst | Kirsty Coventry | Úszás   | Női 400 m vegyes |

## Atlétika
Férfi
| Versenyző               | Versenyszám | Előfutam | Előfutam | Előfutam | Negyeddöntő | Negyeddöntő | Negyeddöntő | Elődöntő | Elődöntő | Elődöntő | Döntő         | Döntő         |
| Versenyző               | Versenyszám | Idő      | Hely.    | Össz.    | Idő         | Hely.       | Össz.       | Idő      | Hely.    | Össz.    | Idő           | Helyezés      |
| ----------------------- | ----------- | -------- | -------- | -------- | ----------- | ----------- | ----------- | -------- | -------- | -------- | ------------- | ------------- |
| Brian Dzingai           | 200 m       | 20,25    | 1.       | 1.       | 20,23       | 1.          | 1.          | 20,17    | 2.       | 5.       | 20,22         | 4.            |
| Lewis Banda             | 400 m       | 46,76    | 6.       | 47.      |             |             |             | kiesett  | kiesett  | kiesett  | kiesett       | kiesett       |
| Young Talkmore Nyongani | 400 m       | 45,89    | 6.       | 30.      |             |             |             | kiesett  | kiesett  | kiesett  | kiesett       | kiesett       |
| Cuthbert Nyasango       | 10 000 m    |          |          |          |             |             |             |          |          |          | nem ért célba | nem ért célba |
| Mike Fokoroni           | Maraton     |          |          |          |             |             |             |          |          |          | 2:13:17       | 11.           |

| Versenyző           | Versenyszám | Selejtező | Selejtező | Döntő    | Döntő    |
| Versenyző           | Versenyszám | Eredmény  | Helyezés  | Eredmény | Helyezés |
| ------------------- | ----------- | --------- | --------- | -------- | -------- |
| Ngonidzashe Makusha | Távolugrás  | 814 cm    | 5.        | 819 cm   | 4.       |

Női
| Versenyző      | Versenyszám | Eredmény | Helyezés |
| -------------- | ----------- | -------- | -------- |
| Tabitha Tsatsa | Maraton     | 2:37:10  | 49.      |

## Evezés
Női
| Versenyző  | Versenyszám  | Előfutam | Előfutam | Középdöntő | Középdöntő | Elődöntő | Elődöntő | Elődöntő | Döntő | Döntő   | Döntő | Helyezés |
| Versenyző  | Versenyszám  | Idő      | Hely.    | Idő        | Hely.      | Típus    | Idő      | Hely.    | Típus | Idő     | Hely. | Helyezés |
| ---------- | ------------ | -------- | -------- | ---------- | ---------- | -------- | -------- | -------- | ----- | ------- | ----- | -------- |
| Elana Hill | Egypárevezős | 8:35,53  | 3.       | 8:20,84    | 6.         | C/D      | 8:34,27  | 6.       | E     | 8:09,94 | 3.    | 25.      |

## Kerékpározás

### Hegyi-kerékpározás
| Versenyző      | Versenyszám        | Idő           | Helyezés |
| -------------- | ------------------ | ------------- | -------- |
| Antipass Kwari | Férfi terepverseny | 6 kör hátrány | 48.      |

## Tenisz
| Versenyző  | Versenyszám | 64-es főtábla                    | 32-es főtábla     | Nyolcaddöntő      | Negyeddöntő       | Elődöntő          | Bronz- mérkőzés   | Döntő             | Helyezés |
| Versenyző  | Versenyszám | Ellenfél Eredmény                | Ellenfél Eredmény | Ellenfél Eredmény | Ellenfél Eredmény | Ellenfél Eredmény | Ellenfél Eredmény | Ellenfél Eredmény | Helyezés |
| ---------- | ----------- | -------------------------------- | ----------------- | ----------------- | ----------------- | ----------------- | ----------------- | ----------------- | -------- |
| Cara Black | Női egyes   | Jelena Janković (SRB) · 3-6, 3-6 | kiesett           | kiesett           | kiesett           | kiesett           | kiesett           | kiesett           | 33.      |

## Triatlon
| Versenyző     | Versenyszám | 1,5 km úszás | 1,5 km úszás | 40 km kerékpározás | 40 km kerékpározás | 10 km futás | 10 km futás | Összesítés | Összesítés |
| Versenyző     | Versenyszám | Idő          | Hely.        | Idő                | Hely.              | Idő         | Hely.       | Idő        | Helyezés   |
| ------------- | ----------- | ------------ | ------------ | ------------------ | ------------------ | ----------- | ----------- | ---------- | ---------- |
| Chris Felgate | Férfi       | 18:21        | 26.          | 59:00              | 32.*               | 36:09       | 42.         | 1:54:31,61 | 42.        |

* - egy másik versenyzővel azonos időt ért el

## Úszás
Női
| Versenyző       | Versenyszám    | Előfutam | Előfutam | Előfutam | Elődöntő | Elődöntő | Elődöntő | Döntő   | Döntő    |
| Versenyző       | Versenyszám    | Idő      | Hely.    | Össz.    | Idő      | Hely.    | Össz.    | Idő     | Helyezés |
| --------------- | -------------- | -------- | -------- | -------- | -------- | -------- | -------- | ------- | -------- |
| Heather Brand   | 100 m pillangó | 1:01,39  | 8.       | 42.      | kiesett  | kiesett  | kiesett  | kiesett | kiesett  |
| Kirsty Coventry | 100 m hát      | 59,00    | 1.       | 1.       | 58,77    | 1.       | 1.       | 59,19   |          |
| Kirsty Coventry | 200 m hát      | 2:06,76  | 1.       | 1.       | 2:07,76  | 1.       | 1.       | 2:05,24 |          |
| Kirsty Coventry | 200 m vegyes   | 2:12,18  | 3.       | 8.       | 2:09,53  | 1.       | 1.       | 2:08,59 |          |
| Kirsty Coventry | 400 m vegyes   | 4:36,43  | 3.       | 7.       |          |          |          | 4:29,89 |          |